# Oleszkowo
Oleszkowo – wieś w Polsce położona w województwie podlaskim, w powiecie białostockim, w gminie Czarna Białostocka.
W latach 1975–1998 miejscowość administracyjnie należała do województwa białostockiego.
Według Powszechnego Spisu Ludności z 1921 roku wieś zamieszkiwało 149 osób, wśród których 144 było wyznania rzymskokatolickiego, a 5 mojżeszowego. Wszyscy mieszkańcy zadeklarowali polską przynależność narodową. We wsi było 29 budynków mieszkalnych.
W marcu 2011 miejscowość zamieszkiwało 129 osób.
Wierni kościoła rzymskokatolickiego należą do parafii Matki Bożej Anielskiej w Czarnej Wsi.